# Douglas Marcelino
Douglas Marcelino (18 de noviembre de 1979) es un deportista brasileño que compitió en taekwondo. Ganó una medalla de plata en el Campeonato Panamericano de Taekwondo de 2008 en la categoría de –84 kg.

## Palmarés internacional
| Campeonato Panamericano | Campeonato Panamericano | Campeonato Panamericano | Campeonato Panamericano |
| Año                     | Lugar                   | Medalla                 | Categoría               |
| ----------------------- | ----------------------- | ----------------------- | ----------------------- |
| 2008                    | Caguas (Puerto Rico)    | Medalla de plata        | –84 kg                  |